# EGSY8p7
EGSY8p7またはEGSY-2008532660はうしかい座の方向にある高赤方偏移銀河である。この銀河の分光学的な赤方偏移の値はz=8.68であり、地球からの見かけの距離はおよそ132億光年に相当する。宇宙がビッグバンによって誕生してから5億7000万年後にはこの銀河は存在していたことがハワイのW・M・ケック天文台の観測で示されている。2022年現在、2016年に発見されたGN-z11、2012年に発見され2018年に正確な赤方偏移が測定されたMACS1149-JD1など、さらに遠方に位置する銀河が発見されている。

## 発見
2015年8月、EGYS8p7までの距離は最遠記録を保持していたEGS-zs8-1の記録を上回り、既知の中で最も古く最も遠い銀河であると発表された。なお2016年3月には、EGSY8p7よりもさらに古く遠い銀河GN-z11が発見されている。

## 観測
EGSY8p7の光は地球に届くまでに重力レンズ効果によって2倍に拡大されていたことが観測に繋がった。
地球からEGSY8p7までの距離は水素のライマンα線の赤方偏移を観測することで決定された。現在の宇宙モデルによると、初期の宇宙を満たしていた中性水素雲はこの放射を吸収すると考えらえているため、このような古く遠い銀河からの放射の検出は驚くべきものであった。本来は吸収されて地球には届かないはずの放射が観測できた理由として考えられているのは、初期宇宙における「宇宙の再電離」時代と呼ばれる時期が宇宙全体で均一に始まらず、たまたま局所的に電離が進行して中性水素雲が存在していなかった場所を放射が通り抜け、遮られることなく地球まで届いたというものである。